# Lloydia ixiolirioides
Lloydia ixiolirioides är en liljeväxtart som beskrevs av John Gilbert Baker och Daniel Oliver. Lloydia ixiolirioides ingår i släktet Lloydia och familjen liljeväxter. Inga underarter finns listade.